# 토리노 포르타 수사역
토리노 포르타 수사역(IATA : ITT)은 이탈리아 북부 토리노에 있는 기차역이다. 토리노 포르타 누오바역 다음으로 도시에서 두 번째로 붐비는 주요 노선 역이다. 그것은 잉길테라 거리에 있다.

## 역사
역은 도시가 서쪽으로 확장되는 동안 1868년에 지어졌다. 토리노 포르타 누오바와 밀라노  사이의 열차는 파리와 밀라노 사이의 테제베(TGV) 서비스와 토리노-밀라노 고속 노선을 사용하는 기타 서비스를 포함하여 역에서 정차한다.

## 재건축
2006년 4월에는 토리노 파산테 철도와 함께 역의 재건축이 시작되었다. 이것은 중앙 토리노를 통과하는 선로의 수를 4배로 늘리는 것을 포함했다. 포르타 수사역에서는 잉길테라 거리 도로 아래에 새로운 플랫폼이 건설되면서, 노선이 6개 트랙으로 확장되었다. 길이 300m, 높이 19m의 유리와 강철 구조물이 선로 위에 건설되어 토리노의 도시, 지역 및 국제 철도 교통의 주요 허브가 될 새로운 역을 만들 예정이다.
이 프로젝트는 팀이 국제 경쟁에서 우승한 후 AREP 및 아고스티노 마그나기와 파리 기반 스튜디오인 실비오 다시아 건축(Silvio d'Ascia Architecture)에서 개발했다. 역은 2013년 1월 14일 마리오 몬티 총리에 의해 개통되었다. 총 비용(6,500만 유로로 추산됨)은 철도 네트워크 운영자인 레테 페로비아리아 이탈리아나(RFI)가 전액 부담했다. 재건 프로젝트 계획에는 이탈리아 국영 철도인 페로비에 델로 스타토를 위한 100m 높이의 사무실 타워도 포함되었다.
토리노 지하철은 포르타 수사에 지하철역을 개업하여, 포르타 누오바 및 린고토와 추가 연결을 제공한다.

## 운행편
역에는 다음 서비스가 제공된다.
- 고속 서비스
  - 테제베 (TGV): 파리 - 리옹 - 샹베리 - 토리노 - 밀라노
  - 프레치아로사 (Frecciarossa): 파리 - 리옹 - 샹베리 - 토리노 - 밀라노
  - 프레치아로사:  토리노 - 밀라노 - 볼로냐 - 피렌체 - 로마
  - 프레치아로사:  토리노 - 밀라노 - 볼로냐 - 레지오 에밀리아 - 피렌체 - 로마 - 나폴리 - 살레르노
  - 이탈로(Italo): 토리노 - 밀라노 - 볼로냐 - 레지오 에밀리아 - 피렌체 - 로마 - 나폴리 - 살레르노
  - 프레치아비앙카 (Frecciabianca): 토리노 - 밀라노 - 브레시아 - 베로나 - 비첸차 - 파도바 - 베니스 - 트리에스테
- 야간열차
  - 인터시티 노테 (Intercity Notte): 토리노 - 밀라노 - 파르마 - 로마 - 나폴리 - 살레르노
  - 인터시티 노테:  토리노 - 밀라노 - 파르마 - 레지오 에밀리아 - 피렌체 - 로마 - 살레르노 - 라메치아 테르메 - 레지오 칼라브리아
- 특급 서비스
  - 레조날레 벨로체 (Regionale Veloce): 토리노 - 시바소 - 베르첼리 - 노바라 - 밀라노
- 지역 열차
  - 트레노 레조날레 : 토리노 - 키바소 - 이브레아
  - 트레노 레조날레 : 토리노 - 아스티 – 알레산드리아 – 론코 - 제네바
- 토리노 광역시 서비스
  - SFM1 : 리발롤로 - 토리노 – 키에리
  - SFM2 : 페네롤로 - 토리노 - 키바소
  - SFM4 : 토리노 - 알바
  - SFM6 : 토리노 - 아스티
  - SFM7 : 포사노 – 토리노

| 트레니탈리아                                | 트레니탈리아    | 트레니탈리아                              |
| ------------------------------------------- | --------------- | ----------------------------------------- |
| 모단 파리 리옹역 방면                       | 프레차로사      | 밀라노 첸트랄레 방면                      |
| 토리노 포르타 누오바 방면                   | 프레차로사      | 밀라노 포르타 가리발디 로마 테르미니 방면 |
| 토리노 포르타 누오바 방면                   | 프레차로사      | 밀라노 첸트랄레 로마 테르미니 방면        |
| 토리노 포르타 누오바 방면                   | 프레차로사      | 밀라노 포르타 가리발디 살레르노 방면      |
| 토리노 포르타 누오바 방면                   | 프레차로사      | 밀라노 첸트랄레 살레르노 방면             |
| 토리노 포르타 누오바 방면                   | 프레차비앙카    | 베르첼리 트리에스테 첸트랄레 방면         |
| 토리노 포르타 누오바 방면                   | 인터시티 노테   | 베르첼리 살레르노 방면                    |
| 토리노 포르타 누오바 방면                   | 인터시티 노테   | 베르첼리 레조 디 칼라브리아 첸트랄레 방면 |
| 토리노 포르타 누오바 방면                   | 트레노 레조날레 | 키바소 밀라노 첸트랄레 방면               |
| 토리노 포르타 누오바 방면                   | 트레노 레조날레 | 키바소 이브레아 방면                      |
| NTV                                         |                 |                                           |
| 토리노 포르타 누오바 방면                   | 이탈로          | 밀라노 첸트랄레 살레르노 방면             |
| 토리노 SFM                                  |                 |                                           |
| 토리노 레바오뎅고 포사타 폰트 카나베세 방면 | SFM1            | 토리노 링고토 키에리 방면                 |
| 토리노 레바오뎅고 포사타 키바소 방면        | SFM2            | 토리노 링고토 피네롤로 방면               |
| 토리노 레바오뎅고 포사타 토리노 스투라 방면 | SFM4            | 토리노 링고토 브라 방면                   |
| 토리노 레바오뎅고 포사타 토리노 스투라 방면 | SFM6            | 토리노 링고토 아스티 방면                 |
| 토리노 레바오뎅고 포사타 토리노 스투라 방면 | SFM7            | 토리노 링고토 포사노 방면                 |

## 지하철
토리노 지하철 서비스 M1이 역을 제공한다.
- M1: 페르미 - 포르타 수사 - 포르타 누오바 – 링고토

## 같이 보기
- 토리노 지하철
- 토리노 포르타 누오바역